# Allahabad (Pakistan)
Allahabad – miasto w Pakistanie, w prowincji Pendżab. W 2017 roku liczyło 61 933 mieszkańców.